# 海勒姆·考克斯
海勒姆·考克斯（英語：Hiram Cox，1760年—1799年），是英国的外交官，18世纪在孟加拉和缅甸任职，1796年被东印度公司派驻仰光。